# 第1海军步兵师 (德国国防军)
第1海军步兵师是1945年2月，德方在什切青组建的部隊。该师曾在德军奥得河战线北部侧翼作战。1945年5月2日至3日，第1海军步兵师的指挥官在什未林附近向英国军队投降，第1海军步兵师也随之解散。